# التلفزيون العام الأمريكي
التلفزيون العام الأمريكي (American Public Television) هو منظمة أمريكية غير هادفة للربح وموزّع للبرامج التلفزيونية لمحطات التلفزيون العام في الولايات المتحدة. تقوم بتوزيع البرامج على مستوى البلاد لمحطات PBS الأعضاء، والمحطات التعليمية المستقلة، بالإضافة إلى شبكتي التلفزيون Create وWorld.
تقوم منظمة التلفزيون العام الأمريكي بتوزيع أكثر من 300 برنامج جديد سنويًا، وتشمل هذه البرامج: الأفلام الوثائقية، والحوارات التلفزيونية، والعروض الموسيقية، والمسلسلات الدرامية والكوميدية، وبرامج التعليم الذاتي (How-to)، وسلاسل الأطفال، والأفلام الكلاسيكية.